# Хлињик на Хрону
Хлињик на Хрону (слч. Hliník nad Hronom) насељено је мјесто са административним статусом сеоске општине (слч. obec) у округу Жјар на Хрону, у Банскобистричком крају, Словачка Република.

## Становништво
| Година:    | 1994. | 2004.   | 2014.   | 2024.   |
| ---------- | ----- | ------- | ------- | ------- |
| Број људи: | 3053  | 2946    | 2915    | 2640    |
| Разлика:   |       | -3,50 % | -1,05 % | -9,43 % |

| Година:    | 2023. | 2024.   |
| ---------- | ----- | ------- |
| Број људи: | 2652  | 2640    |
| Разлика:   |       | -0,45 % |

Према подацима о броју становника из 2011. године насеље је имало 2.974 становника.